# Kichangani (distretto urbano di Morogoro)
Kichangani è una circoscrizione urbana (urban ward) della Tanzania situata nel distretto urbano di Morogoro, regione di Morogoro. Conta una popolazione di 19 166 abitanti (censimento 2012).